# Amar Imache
Amar Imache (en kabyle: Ɛmer Imac), né le 7 juillet 1895 dans le village d'Ait Mesbah en Kabylie dans l'actuelle commune de At Douala, mort le 7 février 1960, est un homme politique algérien.

## Biographie
Vers l'âge de 8 ou 9 ans, il entre à l'école primaire de Taguemount-Oukerrouche, village de ses grands-parents maternels, distant de 2 km environ d'Ait-Mesbah. 
Il commence à travailler très tôt, d'abord pour aider ses parents, puis pour gagner sa vie dans la Mitidja. Il émigre en France au milieu de la Première Guerre mondiale. Il y travaille dans diverses usines et entreprises : Manufacture française des pneumatiques Michelin de Clermont-Ferrand, du 30 avril au 17 novembre 1917, puis dans l'Établissement des Constructions et Armes Navales en Charente, du 6 décembre 1917 au 23 juillet 1918. En 1920, il descend dans les mines de charbon du Pas-de-Calais où il est affecté comme mineur de fond, du 7 avril 1920 au 4 avril 1922. 
En 1924, il est  à Paris où travaillent la majorité des ouvriers nord-africains. Ces derniers, en majorité kabyles, créent un syndicat dénommé « Le Congrès des ouvriers nord-africains de la région parisienne » pour défendre les droits des Algériens, Marocains et Tunisiens. En mars 1926, ce syndicat deviendra un parti politique : l'Étoile nord-africaine qui prône la lutte pour le progrès social. Parmi les huit fondateurs, cinq sont Kabyles : Imache, Belkacem Radjef, Si Djilani, Ahmed Yahiaoui, Rabah Moussaoui, tout comme la majorité des militants. Pour des raisons d'unification des rangs et de solidarité avec les pays arabes, ils élisent un arabophone (Messali Hadj) à la présidence du Parti. Lors de l'assemblée générale du 28 mai 1933, Amar Imache est élu secrétaire général de l'ENA et rédacteur en chef du journal El Ouma, organe du parti, Radjef Belkacem trésorier et Si Djilani directeur du journal . 
Parallèlement à ses activités politiques, Amar Imache travaillait dans une usine de savons et parfums Roger & Gallet comme ouvrier spécialisé, de juin 1926 jusque vers la fin de l'année 1934. Il ne cesse de manifester dans sa démarche politique, son attachement à la coutume berbère. Convaincu que ces institutions peuvent donner à l'Algérie indépendante, un caractère social et démocratique, il plaide longtemps pour la prise en compte des structures sociales, politiques et économiques berbères : âarch : (communautés des terres villageoises) et tajmâat : (assemblée élue du village). Ces références explicites à des caractéristiques socio-culturelles berbères que tentent d'intégrer au mouvement national les dirigeants kabyles, vont susciter défiance et suspicion de la part de leurs compagnons acquis à l'arabo-islamisme. La conjoncture historique va créer les conditions qui permettront à Messali d'écarter les "gêneurs kabyles". 
En novembre 1934, l'Étoile est de nouveau dissoute et ses principaux dirigeants arrêtés. Amar Imache est condamné le 5 novembre 1934 à 6 mois de prison et 2000 francs d'amende. Libéré en mai 1935, il reprend sa place au sein de l'Étoile. Il dénonce le projet Blum-Violette de 1936 selon lequel, pour libérer l'Algérie, il faut d'abord la rattacher à la France et pour être citoyen algérien, il faut d'abord être citoyen français assimilé. Il dénonce cette nouvelle entreprise de division, visant cette fois à séparer le peuple algérien de son élite et soutient que : « le premier gouvernement à forme républicaine et démocratique fut institué en Kabylie pendant qu'en France et ailleurs on ignorait ces mots »(L'Algérie au carrefour d'Amar Imache). Au moment où Messali vit en exil à Genève auprès de Chekib Arslan (décembre 1935 - juin 1936), c'est Imache avec Yahiaoui, Nouira et Radjef qui dirigent l'Étoile. 
Au retour de Messali, une première divergence va opposer les deux hommes au cours de l'été 1936. Le conflit latent Imache-Messali qui éclate au sein du comité directeur, à propos du Front populaire espagnol, va s'exacerber lors de l'assemblée générale du 27 décembre 1936. Imache reproche à Messali de s'être réfugié en Suisse pour se soustraire à l'arrestation, ainsi que son long séjour en Algérie (d'août à novembre 1936) non approuvé par le comité directeur. Il dénonce aussi l'atteinte au fonctionnement démocratique de l'organisation et le culte de la personnalité. Une autre divergence et non des moindres porte sur l'attitude à adopter à l'égard du Front populaire espagnol. Sollicité par le Parti communiste français (PCF), Messali est prêt à engager des militants dans les brigades internationales. Les dirigeants kabyles, derrière Imache et Yahiaoui réclament au contraire une offensive politique contre le PCF ,. Ils lui reprochent son virage au nom de la priorité de la lutte anti-fasciste (pacte Laval-Staline) en matière de lutte anti-coloniale et prônent le refus de tout soutien au Front populaire espagnol accusé de ne pas vouloir accorder son indépendance au Rif. C'est la rupture totale et définitive entre le PCF, le Front populaire espagnol et les dirigeants nationalistes kabyles (Imache, Si Djilani et Yahiaoui). Ahmed Yahiaoui appuie Imache dans son opposition à Messali. Seul arabophone au sein de la direction dont tous les membres sont Kabyles (Imache, Radjef, Banoune, Khider, Moussaoui, Yahiaoui, Si Djilani), Messali profite de l'isolement et de la dissolution de l'ENA, pour créer le 11 mars 1937, un nouveau parti : le Parti du peuple algérien (PPA). Son programme qui stipule que le PPA travaillera pour l'émancipation totale de l'Algérie sans pour cela se séparer de la France et que l'Algérie émancipée sera l'amie et l'alliée de la France, consomme la rupture entre Imache et Messali. Imache dénonce le nouveau programme en retrait par rapport à celui de l'Étoile qui revendique l'indépendance nationale. Il refuse donc d'adhérer à ce nouveau parti et invite les militants à « suivre un programme et non à se mettre à la remorque d'un seul homme » (Lettre d'adieu d'Amar Imache). 
Lors de l'occupation de l'Éthiopie par l'Italie, Amar Imache mène campagne contre cette occupation. « Tous les Africains, sans distinction de religion, doivent manifester contre le fascisme italien, tous les Africains doivent s'unir pour combattre l'impérialisme en Afrique » déclare-t-il le 22 août 1935 dans le journal El Ouma, reprenant ainsi le mot d'ordre de son ancêtre Massinissa : l'Afrique aux Africains. À la veille de la Seconde Guerre mondiale, il dénonce aussi bien la convoitise étrangère que l'attitude française qui ne regardent l'Afrique du Nord que sous l'angle de la défense de leurs intérêts. Il déclare que : « les Africains sont intéressés à la défense de leurs pays et dénient aux uns et aux autres, le droit de les marchander ainsi que celui de les convoiter » (Journal El Ouma).
Au début des années 1940, Amar Imache est déporté en Allemagne comme prisonnier politique. En 1946, il rédige la brochure l'Heure de l'Elite  dans laquelle il  dénonce les évènements du 8 mai 1945 ainsi que l'attitude des intellectuels algériens (les "zélus")  qui ont accepté de siéger au Palais-Bourbon. Les conditions de vie du peuple algérien (épidémie de typhus, manque de nourriture, de soins...) y sont relatées. Après quelques années de détention dans des camps de concentration, avant de rentrer définitivement en Algérie, il crée avec Si Djilani le Parti de l'Unité Algérienne (P.U.A.) qui se propose notamment de débattre de la religion musulmane et de combattre le fanatisme. Mais, une conjonction d'événements survenus sur la scène algérienne, maghrébine, française et internationale a raison de ce parti. En février 1947, Amar Imache rédige une lettre d'adieu à ses compatriotes et rentre définitivement en Algérie. Cette lettre intitulée : Lettre d'adieu aux Algériens résidant en France est un appel à l'union, à la fraternité, mais aussi une mise en garde contre la duperie et le culte de la personnalité (à l'intention des partisans de Messali). Cette mise en garde a fait son chemin à l'intérieur du MTLD, puisque ces propos (culte de la personnalité, mégalomanie) seront largement repris par les oppositions à l'intérieur de ce parti. 
En 1948, Amar Imache s'est marié tardivement dans son village natal. 
Il rejoint durant la même année l'Union démocratique du manifeste algérien (UDMA) de Ferhat Abbas jusqu'en 1951. À la même période, pour pouvoir subvenir aux besoins de sa famille, il occupe le poste de magasinier dans la société d'import-export Le Comptoir nord-africain Amal à Alger. Son état de santé s'étant dégradé, son médecin traitant le déclare inapte au travail avec un taux de 100 % d'incapacité permanente partielle. Il rentre dans son village natal à la veille du déclenchement de la révolution armée, où il continue néanmoins à prodiguer ses conseils aux responsables de l'ALN qui le sollicitaient.
Il meurt le 7 février 1960, pendant le blocus alimentaire imposé par l'armée française à la population du village pour la contraindre à se rallier, laissant cinq enfants en bas âge.

## Œuvres
Hormis le dernier document (La lettre d'adieu), les écrits d'Amar Imache ont été publiés, en France sous forme de brochures ou d'articles dans le journal El Ouma entre 1934 et 1946.
- L’Algérie au carrefour (brochure, 1937)
- L’Afrique dans l'angoisse (brochure, 1939)
- Cyclones sur le monde (brochure, 1946)
- L'heure de l'élite (brochure, 1946)
- Le procès de mes aïeux (article dans le journal El Ouma)
- « Les âmes en peine » (article dans le journal El Ouma)
- Les exilés volontaires (article dans le journal El Ouma)
- Le Harakiri des monstres (article dans le journal El Ouma)
- Sa majesté le code (article dans le journal El Ouma)
- La Croix contre le Croissant (article dans le journal El Ouma, 1934)
- Les délégués musulmans à Paris ; Faut-il rire,  Faut-il pleurer (article dans le journal El Ouma, 1936)
- Souscription nationale frères musulmans (article dans le journal El Ouma)
- Le vrai visage de l’impérialisme - La Répression s’aggrave  (article dans le journal El Ouma, 1934)
- Le droit des peuples (article dans le journal El Ouma, 1934)
- Une monstrueuse iniquité  (article dans le journal El Ouma)
- La lettre d'adieu aux Algériens résidant en France (publiée sur une feuille volante, 1947)